# Acacia latispinosa
Acacia latispinosa é uma espécie de leguminosa do gênero Acacia, pertencente à família Fabaceae.